# Лоренцо Маскерони
Лоренцо Маскерони (итал. Lorenzo Mascheroni, 13. мај 1750 — 14. јул 1800) је био италијански математичар.
Иако је школован за свештеника, и заређен у седаманестој години, у почетку је био предавач реторике у Бергаму, да би 1786. постао професор алгебре и геометрије на Универзитету у Павији.
Маскерони је 1790. израчунао Ојлерову константу на 32 децимале[a] и објавио свој резултат у књизи Adnotationes ad calculum integrale Euleri. Међутим, само првих 19 децимала је било тачно, остале су исправљене непуне две деценије касније.